# Ворренсбург (Нью-Йорк)
Ворренсбург (англ. Warrensburg) — місто (англ. town) в США, в окрузі Воррен штату Нью-Йорк. Населення — 3959 осіб (2020).

## Демографія
Згідно з переписом 2010 року, у місті мешкали 4094 особи в 1742 домогосподарствах у складі 1076 родин. Було 2260 помешкань
Расовий склад населення:
| - 97,6 % — білих - 0,6 % — азіатів - 0,3 % — чорних або афроамериканців - 0,2 % — корінних американців |

До двох чи більше рас належало 1,1 %. Частка іспаномовних становила 1,9 % від усіх жителів.
За віковим діапазоном населення розподілялося таким чином: 20,8 % — особи молодші 18 років, 62,5 % — особи у віці 18—64 років, 16,7 % — особи у віці 65 років та старші. Медіана віку мешканця становила 43,9 року. На 100 осіб жіночої статі у місті припадало 95,9 чоловіків;  на 100 жінок у віці від 18 років та старших — 94,4 чоловіків також старших 18 років.
Середній дохід на одне домашнє господарство  становив 64 747 доларів США (медіана — 50 778), а середній дохід на одну сім'ю — 79 176 доларів (медіана — 72 014). Медіана доходів становила 49 038 доларів для чоловіків та 40 592 долари для жінок. За межею бідності перебувало 13,2 % осіб, у тому числі 16,4 % дітей у віці до 18 років та 7,0 % осіб у віці 65 років та старших.
Цивільне працевлаштоване населення становило 1887 осіб. Основні галузі зайнятості: освіта, охорона здоров'я та соціальна допомога — 16,2 %, роздрібна торгівля — 15,7 %, мистецтво, розваги та відпочинок — 14,9 %.